# Aurilobulus
Aurilobulus is een geslacht van rechtvleugeligen uit de familie veldsprinkhanen (Acrididae). De wetenschappelijke naam van dit geslacht is voor het eerst geldig gepubliceerd in 1979 door Yin.

## Soorten
Het geslacht Aurilobulus  is monotypisch en omvat slechts de volgende soort:
- Aurilobulus splendens (Yin, 1979)